# Волпата (Бергамо)
Волпата је насеље у Италији у округу Бергамо, региону Ломбардија.
Према процени из 2011. у насељу је живело 36 становника. Насеље се налази на надморској висини од 312 м.